# Inquisitie

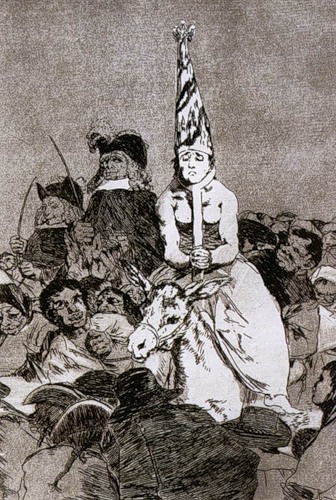
Veroordeeld door de Spaanse inquisitie. De vrouw draagt een papieren hoofddeksel met vlammen erop, ten teken dat ze zal worden verbrand, 1797-98 door Francisco Goya (1746-1828)

De Inquisitie (komt van het Latijn Inquisitio haereticae pravitatis = onderzoek naar het verderf van de ketterij), was een rechtbank van de Katholieke Kerk, rechtsprekend en rechtdoend naar kerkelijk recht, belast met de opsporing van, het onderzoek naar en het opleggen van straffen aan mensen die er een andere mening op nahielden. Die mensen worden "ketters" genoemd. Naast de pauselijke inquisitie bestonden de Spaanse Inquisitie (1478-1834) en de Romeinse inquisitie (1542-1965). In plaats van beschuldigingen door een burgerlijke partij (accusatoir proces) of een onafhankelijke instantie, leidde eigen onderzoek door de rechtbank een proces in.

## Ontstaan

### Consolidatie van de Kerk

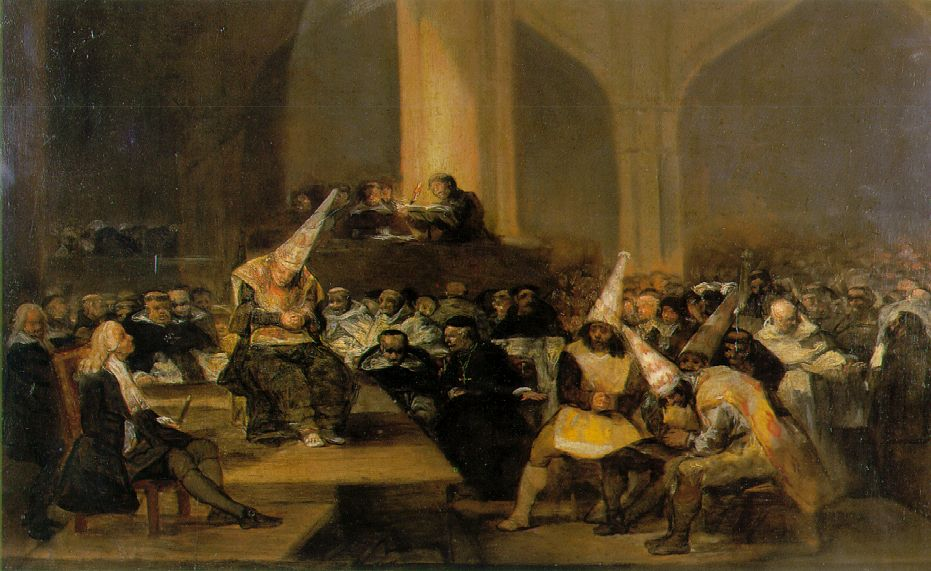
Inquisitie bijeenkomst. Francisco Goya

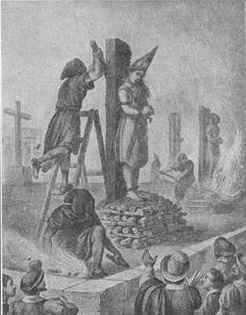
Executie in Mexico stad, 1601

De keizers Theodosius de Grote (379-395) en Justinianus I (527-565) benoemden reeds bepaalde personen die de naam inquisitor (onderzoeker) droegen voor het opsporen van ketters. In de vroege middeleeuwen werd met relatieve openheid gesproken over de inhoud van de leer. Dit bracht met zich mee dat er verschillende interpretaties van die leer waren, wat de eenheid van de Kerk niet ten goede kwam. Augustinus zag ketterij — of heresie van het Griekse hairesis voor keuze — als afwijking van het ware geloof. Men begon dogma's vast te stellen om het ware geloof te definiëren. Met de ontwikkeling van de dogmatiek werd niet alleen duidelijk wat het ware geloof inhield, het maakte ook duidelijk wat hier niet mee overeenkwam. Afwijkende geloofsovertuigingen konden niet meer getolereerd worden en aanhangers hiervan werden vanaf de 12e eeuw vervolgd, wat Moore de Persecuting Society heeft genoemd.
Vanaf de 11e eeuw waren zowel de Kerk als de grote Europese koninkrijken in staat om hun ideologieën en doelen beter te definiëren. Dit resulteerde vanaf de Gregoriaanse hervorming in een afwijzing van corruptie en verwereldlijking binnen de Kerk, maar ook in een afwijzing van groepen die afweken van die ideologieën. Dit was niet alleen de islam, maar ook bewegingen als de bulgarelli, de waldenzen en de kathari. Andere bewegingen als de franciscanen en de humiliati werden wel erkend, waarbij niet altijd duidelijk is wat de overwegingen waren om de ene groepering wel op te nemen en de andere niet.

### Vervolging
In 1157 werd tijdens het Concilie van Reims voor het eerst opgeroepen tot de vervolging van ketters. Op 4 november 1184 volgde het decreet van Verona (Ad Abolendam – "Met het doel af te schaffen"), waarbij paus Lucius III in overleg met keizer Frederik I Barbarossa de wereldlijke macht opriep maatregelen te nemen tegen de toen wijdverbreide ketterijen over geheel Europa, met weinig gevolg.
In 1211 riep de Franse edelman Simon IV van Montfort een ‘parlement’ in het Zuid-Franse Pamiers bijeen. Simon de Montfort was de wereldlijke leider van de Albigenzische Kruistochten, de militaire campagne tegen de katharen. Er was daarbij een probleem gerezen. De pauselijk legaat, de cisterciënzer Arnaud Amaury (of Amalric), had gezegd: “Hoewel ik de dood van de vijanden van Christus wens, kan ik ze, als monnik en priester, niet ter dood brengen.” Arnaud Amaury en De Montfort vonden samen een oplossing. De kerkelijke inquisitie zou de ketters aanwijzen en een passende straf opleggen, en dan zou de wereldlijke macht de opgelegde straf uitvoeren. Er werd nog een aantal andere regels vastgelegd, de zogenoemde ‘Regels van Pamiers’. De invloedrijkste daarvan was wel dat monniken of priesters die namens de kerk met de uitvoering van de inquisitie werden belast, boven de wereldlijke macht stonden. Ze hoefden dus geen verantwoording af te leggen voor hun daden, behalve dan aan God, en aan de bisschop in wiens diocees zij actief waren en opdracht tot inquisitoriale taken ontvingen.
Met de Regels van Pamiers van 1211 werd de Inquisitie voor het eerst formeel geïnstitutionaliseerd op diocesaan niveau en werd de samenwerking tussen kerk en staat vastgelegd. Vanaf dat moment kon de inquisitie regionaal de vorm aannemen van een systematische vervolging van de katharen en andere andersdenkenden. In verschillende pauselijke decretalen werden telkens aspecten van de toepassing van de inquisitoriale methode verder uitgewerkt. Pas na de verschijning in 1234 van de decretalenverzameling van paus Gregorius IX beschikte men over min of meer uniforme en consistente regels op dit gebied, in plaats van los overgeleverde, toevallig bekende relevante decretalen.
De Regels van Pamiers werden op aandringen van paus Innocentius III in 1215 verstrengd tijdens het Vierde Lateraans Concilie en namens de hele kerk goedgekeurd. Hier werd ook een aantal religieuze groepen veroordeeld en andere erkend. Er werden decreten tegen de katharen en de Waldenzen afgekondigd. Joden moesten een geel insigne gaan dragen en ook moslims moesten onderscheidende tekenen gaan dragen. Na het pontificaat van Honorius III constateerde Gregorius IX (1227-1241) dat veel bisschoppen te laks waren bij het uitvoeren van hun inquisitoriale taak. Sommige bisschoppen maakten openlijk bezwaar tegen de inquisitie. Gregorius IX plaatste daarom de inquisiteurs direct onder pauselijk gezag. Daardoor konden zelfs bisschoppen voor de inquisitie worden gedaagd.
Om willekeurige vervolgingen te vermijden, geeft Paus Gregorius in 1232 de opdracht van de inquisitie aan de Orde van de  dominicanen die opgericht waren in 1215. Dominicus Guzman is de oprichter. Daarmee was de inquisitie nu geheel formeel bevestigd en geïnstalleerd. Verschillende vroege dominicanen werden tot inquisiteur benoemd. In 1237 belastte de paus ook de franciscanen met de inquisitie. De katharen waren hier het eerste slachtoffer van, maar ook de Joden – die bij Augustinus weliswaar een aparte status hadden, maar wel bescherming genoten – leprozen en homoseksuelen werden al snel het slachtoffer. Dit was de schaduwzijde van de economische expansie en de nieuwe spiritualiteit.
In 1243 besloot paus Innocentius IV dat bij de verhoren van verdachten ook marteling was toegestaan. De inquisitie vormde van toen af aan, onder rechtstreeks toezicht van de paus, een ontzagwekkende, nagenoeg onaantastbare macht, niet alleen van de Kerk over het volk, maar ook binnen de Kerk zelf.
Toch was de inquisitie in zekere zin afhankelijk van de wereldlijke macht. Zoals overeengekomen bij de Regels van Pamiers had de inquisitie enkel de bevoegdheid om te onderzoeken en straffen op te leggen, maar niet om de straf uit te voeren. Toen later de wereldlijke macht niet meer aan de uitvoering van de straf wilde meewerken, zoals dat ten slotte ook grondwettelijk werd bepaald door de scheiding van kerk en staat, werd de kerkelijke inquisitie feitelijk machteloos bij het vervolgen van andersdenkenden buiten de Kerk. De macht van de inquisitie beperkte zich toen tot de geleerden binnen de eigen Kerk. Tijdens de 16e-eeuwse reformatie zou de bereidheid of de weigering van de wereldlijke macht mee te werken aan de vervolging van de protestanten een beslissende factor worden in het succes of het falen van de reformatie in verschillende landen. Paus Paulus III richtte in 1542 de Congregatio Romanae et Universalis Inquisitionis op, waardoor de inquisitie in de verschillende landen gecentraliseerd werd.

## Werkwijze

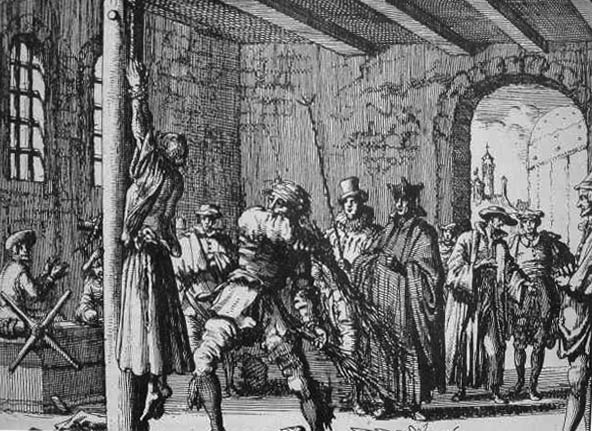
Verhoor met foltering

De Inquisitie ging in Zuid-Frankrijk bij de vervolging van de katharen als volgt te werk: een delegatie van de inquisitie kwam aan in een dorp of stad. De pastoor werd gevraagd de hele gemeenschap samen te roepen in de kerk. Iedereen kwam, want door afwezigheid zou men zichzelf verdacht maken. Daar werd de gemeenschap toegesproken door de inquisiteurs, en opgeroepen tot berouw. De biecht werd afgenomen, en kleine opbiechtingen van ketterij werden makkelijk vergeven, indien men maar berouw toonde én oprechtheid.
Dat kon door twee andere ketters aan te geven.
Daardoor ontstond een kettingreactie van verdachtmakingen. De ernstige gevallen van ketterij werden op een lijst gezet. Na geruime tijd werden de verdachten gedagvaard. Tussen de dagvaarding en de presentatie van de gedagvaarde voor het tribunaal ging ook veel tijd voorbij, zodat de verdachte goed kon nadenken over wat men hem precies zou willen of kunnen vragen. Over de beschuldiging werd hij in het ongewisse gelaten, ook tijdens zijn verhoor, zodat hij lang in onzekerheid verkeerde. Pas na een zeer lang gesprek, alles nauwkeurig genoteerd in dossiers, als de verdachte zichzelf bijna verraden had, kwam de beschuldiging van ketterij boven water. Vaak was het dan te laat, en werd de verdachte met zijn eigen uitlatingen geconfronteerd.

### Straffen bij de vervolging van de katharen

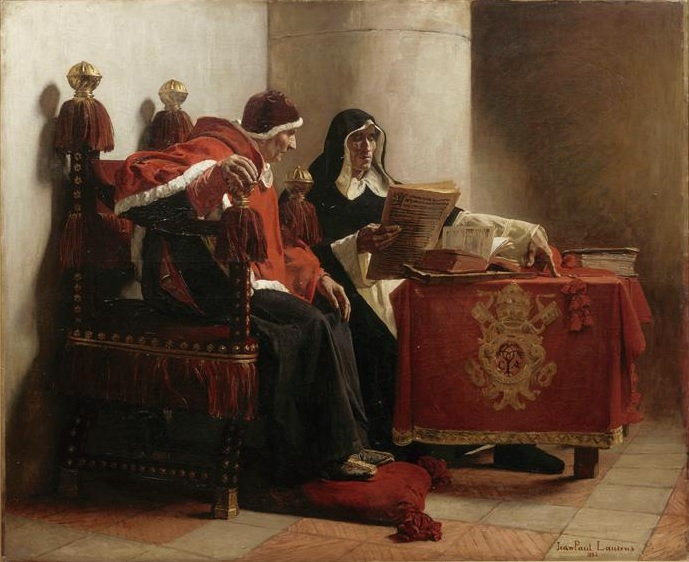
Paus met grootinquisiteur, 1882, door Jean-Paul Laurens (1838-1921)

De aanvang was de campagne tegen de Albigenzen in het jaar 1208, waartoe besloten was door paus Innocentius III; een en ander vond plaats onder leiding van Simon IV van Montfort in overleg met de pauselijke legaat Arnaud Amaury. Op 22 juli 1209 werden in Béziers omstreeks 60.000 mensen gedood, zonder onderscheid in leeftijd, geslacht of geloof. De pauselijke legaat zou tegen de aanvoerders van de soldaten hebben gezegd "Maak ze dood. Want God herkent de Zijnen wel".
Wie bij de vervolging van de katharen zijn ketterse overtuiging had bekend en afgezworen, en ook andere ketters had aangebracht, werd meestal tot lichte straffen veroordeeld, zoals een verplichte bedevaart. Alle anderen konden tot zeer zware straffen veroordeeld worden, zelfs voor kleine overtredingen. De straf die de inquisiteur na de verhoren uitsprak, werd zelden gemotiveerd, maar dit gold ook voor andere rechters. Studies van de ondervragingen tonen aan dat de bestraffingen met grote willekeur werden uitgedeeld.
De gevangenisstraf kon verschillende vormen aannemen. De lichtste was de veroordeling au mur large, een open gevangenis in een ruimte met andere gevangenen, waar men familieleden op bezoek kon krijgen. Als ze het overleefden, werden ze na een aantal jaren vrijgelaten. Een feitelijk doodvonnis was de veroordeling au mur strict, waarbij voeten en handen met ketenen aan de muur vastgeklonken werden in een kleine cel.
Tot de brandstapel werden alleen degenen veroordeeld die weigerden hun ketterse overtuiging af te zweren, en zij die na afzwering weer tot de ketterij waren teruggekeerd, de zogeheten relapsi.
Hoofddoelstelling van de inquisitie was echter niet om te straffen, maar om te bekeren. Praktisch alle middelen, tot aan marteling toe, werden aangewend om de verdwaalde schapen weer tot de kudde te doen terugkeren. De inquisiteur had zijn werk goed gedaan als een ketter in het openbaar zijn dwaling bekende, deze afzwoer, het gezag van de Kerk erkende, en zijn penitentie dankbaar aanvaardde als een mogelijkheid om weer met God in het reine te komen.
Daarvan werd een plechtige religieuze gebeurtenis gemaakt, meestal op een zondag, in aanwezigheid van de plaatselijke bestuurders, bisschoppen en abten. Deze gebeurtenis heette een acte-de-foi, acte van geloof. In het kader van de Spaanse Inquisitie werd de plechtigheid van de autodafe gekoppeld aan de eventuele terechtstelling van terdoodveroordeelden.

## Inquisitie in Europa (ca. 1380-1750)

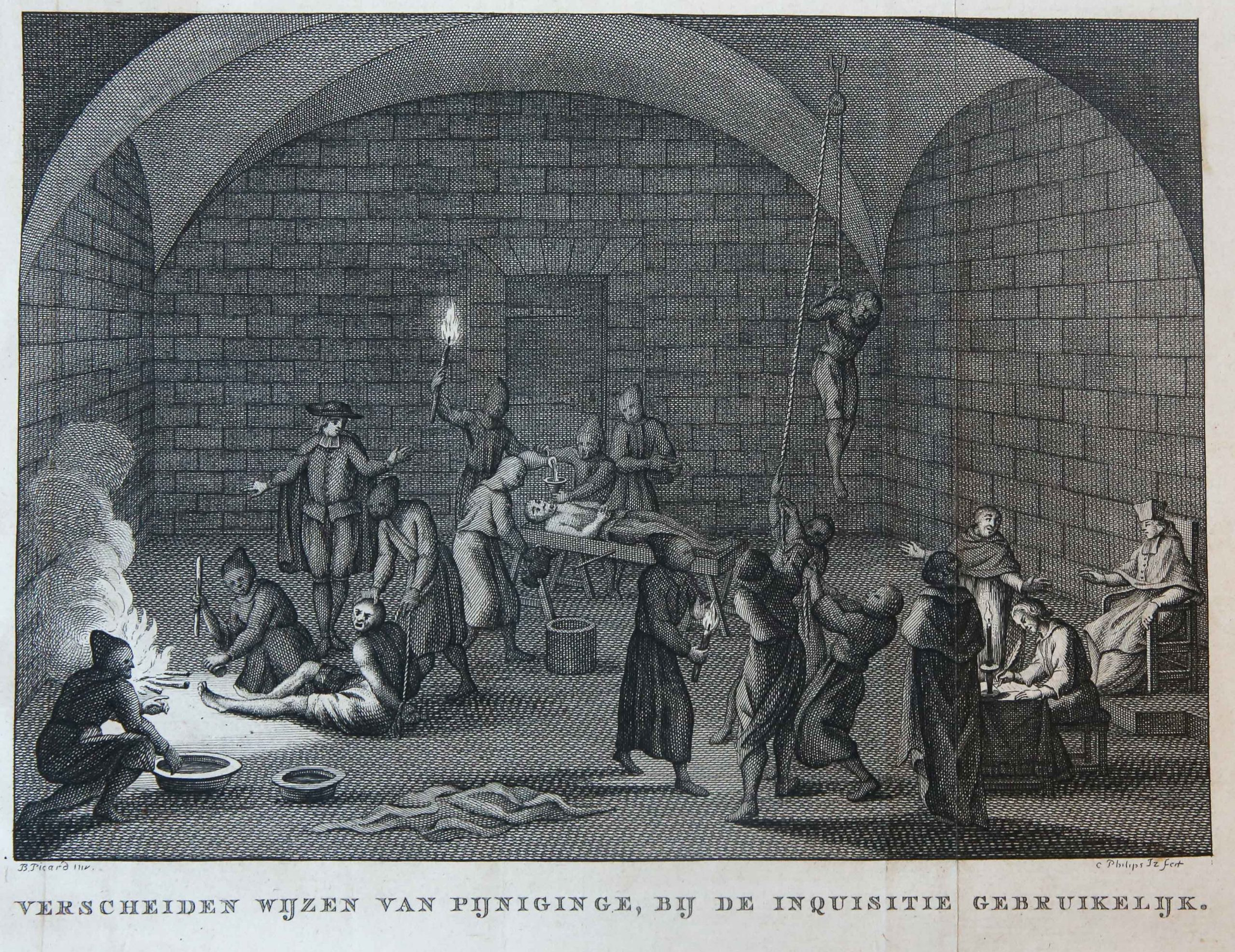
Verscheiden wijzen van pijniginge, bij de inquisitie gebruikelijk – kopergravure uit de 18e eeuw

De heksenvervolging was geen taak van de kerkelijke inquisitie (en geen typisch katholiek verschijnsel). Maar bij processen tegen heksen waren in sommige streken soms wel inquisiteurs aanwezig. Een wereldlijke rechtbank moest het oordeel vellen. Heksenvervolging deed zich vooral in de renaissance voor, omdat men in de middeleeuwen hekserij voor een bijgeloof aanzag. De moeder van Johannes Kepler is een bekend voorbeeld van iemand die werd aangeklaagd als heks door een protestantse rechtbank.
Na circa 1520 probeerden absolutistische vorsten de wetgeving en rechtsbedeling te moderniseren. De oude accusatoire rechtspraak werd daarbij grotendeels vervangen door de inquisitoire rechtspraak naar het model van de kerkelijke inquisitie en die zich baseerde op het Romeinse recht. Het inquisitoire recht werd – en bleef – de dominante vorm van rechtspraak in vrijwel geheel Europa, behalve in Engeland.
Accusatoir recht was een soort wedstrijd tussen de partijen onder een relatief passieve rechter. Beide partijen konden getuigen oproepen. Als het om hekserij ging, was er een aanklacht nodig van iemand die zich door de "heks" benadeeld voelde. De aanklager liep het risico om de zaak te verliezen en een smaadproces tegen zich te krijgen. Het hing er vaak vanaf hoeveel getuigen de partijen op wisten te roepen (ofwel hoe geliefd ze waren in de gemeenschap).
Inquisitoir recht gaf de aanklager veel meer mogelijkheden:
- Rechter en aanklager waren dezelfde persoon. De rechter kon zelf op onderzoek uitgaan en de aanklacht formuleren.
- Confrontatie met de aanklager was niet mogelijk, de aanklacht kon anoniem gedaan worden.
- De zittingen konden geheim zijn.
- De beschuldigde kon onbeperkt vastgehouden worden tot aan het proces.
- De beschuldigde hoefde de aanklacht niet te vernemen.
- Marteling was toegestaan en na 1570 werden de aanvankelijk in het systeem ingebouwde beveiligingen (om de verdachte te beschermen tegen willekeurige marteling) vrijwel geheel losgelaten.
- De beschuldigde mocht geen advocaat hebben.
- De beschuldigde mocht geen getuigen oproepen.
- De beschuldigde mocht de getuigen van de aanklager niet ondervragen.
- Een aanklacht vanuit het volk was na 1590 niet langer nodig. Men hoefde zelfs niet meer te bewijzen dat de heks iemand kwaad had gedaan.
- Hoger beroep was onmogelijk.

Deze wetswijziging viel samen met een spirituele hervorming, die de angst voor zonde, de duivel en de hel aanwakkerde. Daardoor werden de heksen na 1450 beschuldigd van het sluiten van een pact met de duivel en na 1560 ook nog van het vrijwillig hebben van geslachtsgemeenschap met de duivel op de heksensabbatten. Volgens de witch cult theory hangt dit vooroordeel samen met de gehoornde God die de heksen aanbaden. Volgens de theorie hingen heksen de voorchristelijke Europese natuurreligie aan, dit zou ook de oorsprong van de acht sabbats verklaren. Veel moderne heksen of Wiccans hangen deze theorie aan, maar voor deze theorie is echter geen wetenschappelijke ondersteuning die het bewijst of ontkracht. Tijdens de marteling werden de heksen gedwongen om de namen van andere deelnemers aan de sabbat te noemen. Deze werden opgepakt en gedwongen meer namen te noemen. Zo ontstonden na 1580 de beruchte massaprocessen die vele tienduizenden het leven hebben gekost, vooral in Duitsland en Frankrijk.

### Frankrijk
Paus Paulus IV (1557) en de koningen Frans I en Hendrik II van Frankrijk gebruikten de inquisitie voor de onderdrukking van de hugenoten. Een buitengewone rechtbank (chambre ardente) werd tot vervolging en bestraffing van ketters ingesteld. Frans II droeg die taak in 1559 aan het Parlement van Parijs op. In 1772 hield de inquisitie in Frankrijk voorgoed op te bestaan.

### Spanje

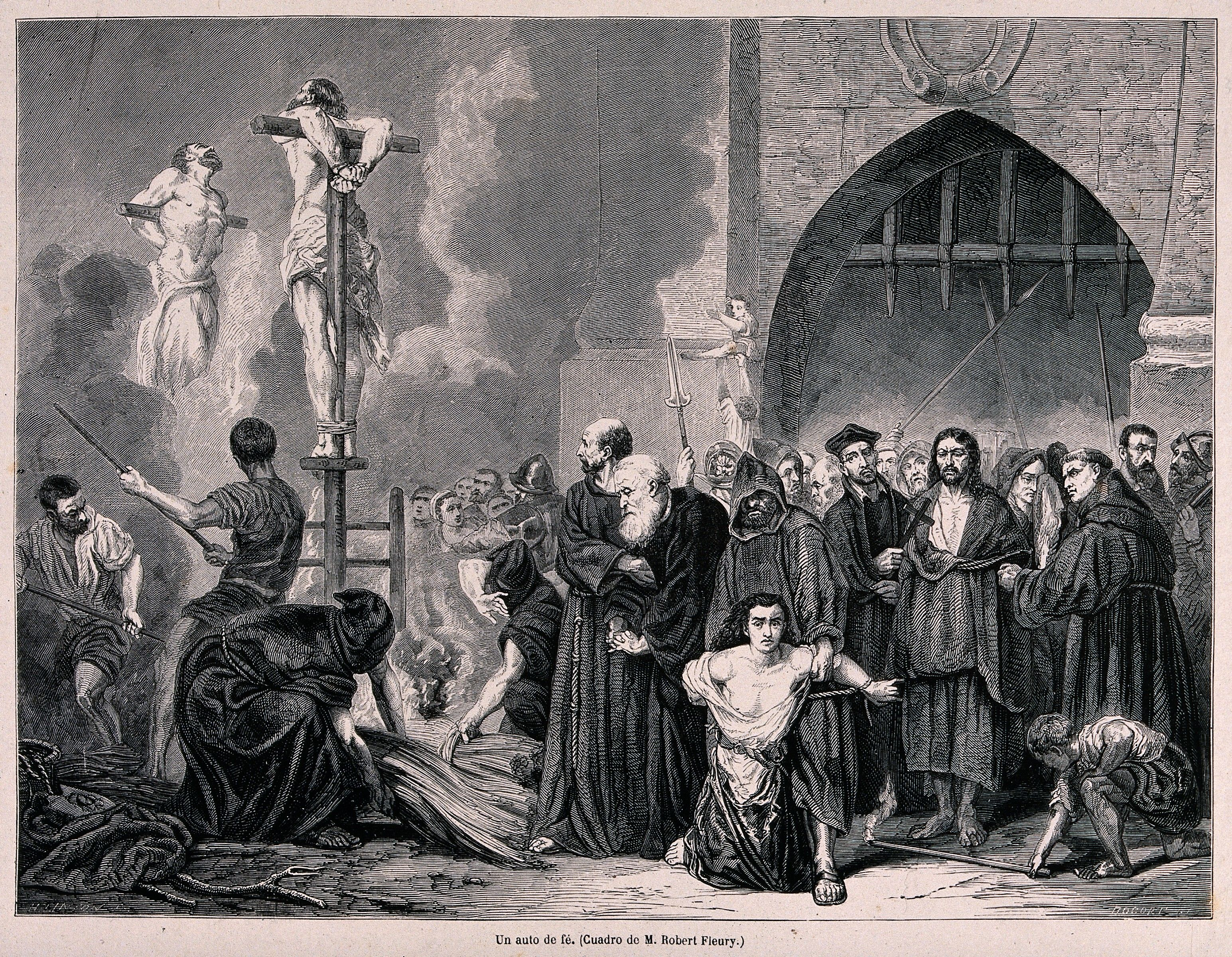
Een auto da fé van de Spaanse inquisitie en de uitvoering van vonnissen door ketters op de brandstapel op een marktplaats te verbranden. Houtgravure door Bocort naar Henry Duff Linton (1815-1899).

Hoe afhankelijk de inquisitie was van de wereldlijke macht, is het meest zichtbaar geworden tijdens de Spaanse Inquisitie: De koning van het net één geworden Spanje gebruikte in de 16e eeuw de inquisitie om met dwang religieuze eenheid op te leggen. De inquisitie werd daarmee tot een zuiver politiek machtsmiddel.
In Spanje werden reeds sedert de 13e eeuw de Katharen uit Aragón verbannen. De Joden en Moren, in de 14e eeuw tot het christendom bekeerd, bleven dikwijls in het geheim trouw aan het voorvaderlijk geloof. Om hen te dwingen daarvan af te zien werd de Spaanse inquisitie opnieuw ingericht door Ferdinand II en Isabella, met de toestemming van paus Sixtus IV (1 november 1478) en ook ingevoerd in die delen van het Spaanse rijk waar zij vroeger niet bestaan had. Zij zagen in de invoering van de inquisitie een uitmuntend middel om de macht van de leenadel en van de geestelijkheid te dwarsbomen en het koninklijke gezag uit te breiden. Zo werd de Spaanse inquisitie dus een koninklijke instelling. Ferdinand en Isabella benoemden in 1480 twee inquisitoren, die zij echter in 1483 vervingen door de nog strengere inquisiteur-generaal Tomás de Torquemada, prior van de dominicanen te Segovia. Paus Sixtus IV bevestigde Torquemada in zijn ambt als geloofsrechter van de gebieden Castilië en León en onderwierp ook Aragón, Valencia en Sicilië aan zijn gezag. In alle hoofdplaatsen werden nu geloofsrechtbanken gesticht; de gevangenissen ontvingen de naam van heilige huizen (casas santas).
De Spaanse Inquisitie werd in 1478 opgericht, nadat Isabella van Castilië en Ferdinand van Aragon met elkaar gehuwd waren en samen naar vergroting en versterking van hun koninkrijk streefden. Tomás de Torquemada, dominicaan, werd in 1481 voor Spanje tot grootinquisiteur aangesteld; in 1492 werd in Spanje de akte van verdrijving uitgevaardigd en in dat verband zijn toen ongeveer 160.000 joodse families Spanje ontvlucht. 
Anders dan bij de eerdere vervolging van de katharen is het aantal mensen dat daadwerkelijk op de brandstapel eindigde wegens een veroordeling door de Spaanse Inquisitie, kleiner dan vaak wordt gedacht. Volgens de onderzoeker Henry Kamen is ook het totale aantal slachtoffers van de Spaanse inquisitie lager dan wel is aangenomen. Het te hoge aantal maakte volgens hem onderdeel uit van de propagandastrijd tegen Spanje begonnen tijdens de reformatie en werd later door aanhangers van de theorie de zwarte legende genoemd. In haar gruwelijkste vijftig jaar voerde de Spaanse inquisitie 44.000 processen. Daarvan eindigde volgens recente historische schattingen 1,6 % met een terdoodveroordeling: ongeveer 700 mensen. Dat percentage lag lager dan bij contemporaine wereldlijke rechtbanken.
In Spanje had de kerkelijke Spaanse inquisitie een zeer matigende invloed op de heksenvervolging. Er kwamen wel aanklachten uit het volk, maar de Spaanse inquisitie steunde die nauwelijks. In 1611 kwam er een publicatie van pater Alonso de Salazar, een rechter van de Spaanse inquisitie. Hij had de heksensabbat zoals twee jaar eerder beschreven door Pierre de Lancre laten 'naspelen' door heksen die bekend hadden (waaronder vele kinderen). Van hun verhalen bleek niets te kloppen met de werkelijkheid en bovendien waren ze met elkaar in tegenspraak. Ook had hij de veronderstelde hallucinogene zalven op dieren getest en het bleken onschuldige middeltjes te zijn. De Spaanse inquisitie was al nauwelijks geïnteresseerd in de heksenjacht omdat 1) men qua zondebok de handen al vol had met de Joden en de moslims, 2) Spanje een grote traditie had van vijanden buiten het christendom, maar slechts een kleine traditie van vijanden binnen het christendom zoals ketters (en later heksen). Na het uitkomen van het rapport van Salazar werden er in Spanje geen heksen meer vervolgd.
In de 18e eeuw verloor de inquisitie in Spanje geleidelijk haar gezag en de autodafes werden zeldzamer. Koning Karel III verbood de inquisitie een vonnis te vellen zonder zijn verlof. Koning Jozef Bonaparte hief de inquisitie op 4 december 1808 op. Ferdinand VII herstelde haar weliswaar na zijn terugkeer in 1814, maar in 1834 werd zij in geheel Spanje definitief opgeheven en haar goederen werden door een Koninklijk Besluit van 1836 aan betaling van de staatsschuld besteed.

### Portugal

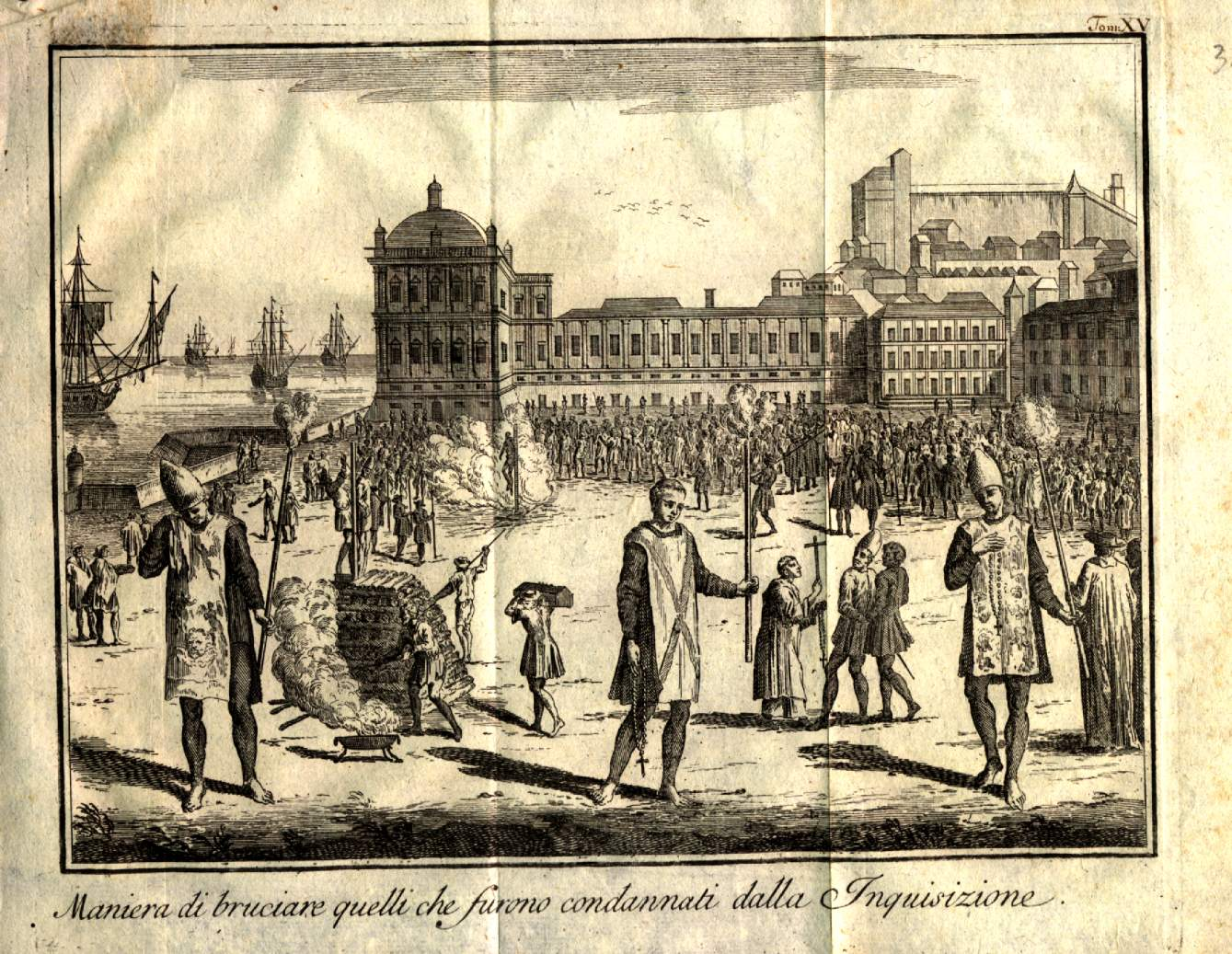
Manier om degenen te verbranden die door de Portugese Inquisitie werden veroordeeld, deze gravure toont het Praça do Comércio van Lissabon (destijds het Paleisplein genoemd) vóór de aardbeving van 1755

In Portugal werd de inquisitie in 1536 ingevoerd, doch pas na 1547 kon zij ongehinderd haar gang gaan. De opperste rechtbank bevond zich te Lissabon. De grootinquisiteur werd door de koning benoemd en door de paus in zijn waardigheid bevestigd. De Portugese inquisitie is in de loop van haar bestaan meermalen in conflict gekomen met zowel de koninklijke macht (onder andere met Johan IV, die zich in 1649 tegen het systeem van de ongebreidelde confiscaties verzette) als met Rome (onder andere met paus Innocentius XI, die de inquisitie van 1678 tot 1681 geschorst heeft). De Portugezen introduceerden de inquisitie in hun Indische koloniën, waar zij haar zetel had te Goa. In de 18e eeuw werd haar macht beperkt door minister Pombal. Koning Johan VI schafte de inquisitie in 1821 af, niet alleen in Portugal, maar ook in Brazilië en Indië.

### Italië
In Italië bestond de inquisitie reeds vroeg. Zij werd bekrachtigd tijdens het Vierde Lateraans Concilie in 1215 door Paus Innocentius III, maar ook Paulus IV (1555-1559) gebruikte de inquisitie in de strijd tegen het protestantisme.

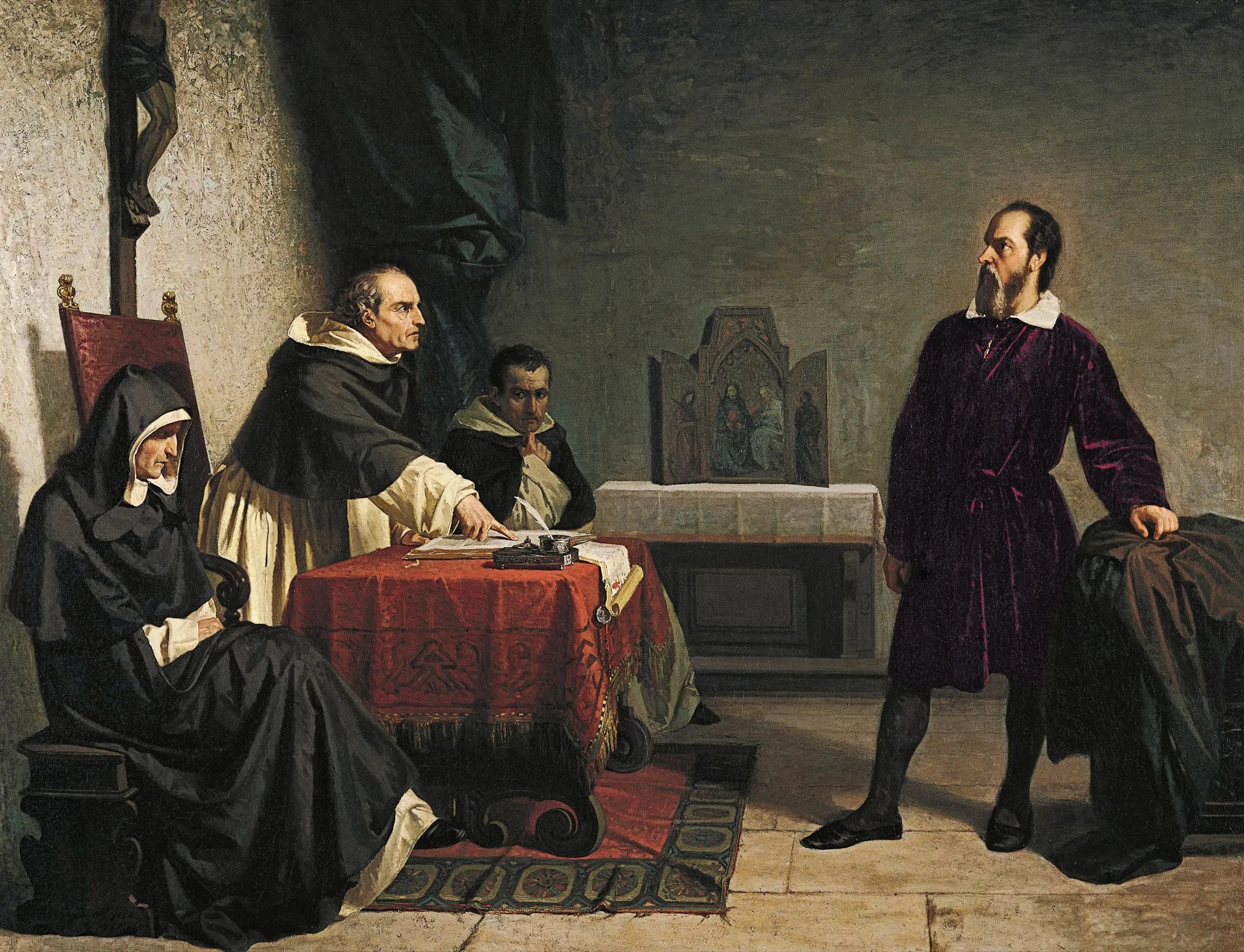
Galileo tegenover de Romeinse inquisitie,  1857. Cristiano Banti (1824-1904).

### Engeland
In Engeland bleef de rechtspraak voornamelijk accusatoir en kregen ideeën als de heksensabbat weinig volgelingen. In Engeland werd ook veel minder gemarteld. Het aantal slachtoffers van de heksenwaan was hier 500-1000. Koning Jacobus I van Engeland geloofde vast in het bestaan van heksen en schreef hierover een boek, Daemonologie. De Witchcraft Act van 1604 maakte hekserij strafbaar. In 1612 werd een twintigtal mensen uit de omgeving van Pendle in Lancashire wegens hekserij voor het gerecht gesleept, en op twee na werden zij allen terechtgesteld. Thomas Knyvet, die in 1605 het complot van Guy Fawkes had ontdekt, wilde in de gunst van de koning blijven en speelde een belangrijke rol in de heksenprocessen van Lancashire. Jacobus’ zoon Karel I van Engeland was echter sceptischer ingesteld en wees in 1634 een proces naar aanleiding van een gefingeerde heksensabbat van de hand. In 1735 werd de oude Witchcraft Act vervangen door een wet die hekserij als bedrog beschouwde: zelfverklaarde heksen werden voortaan als oplichters behandeld.

### De Nederlanden

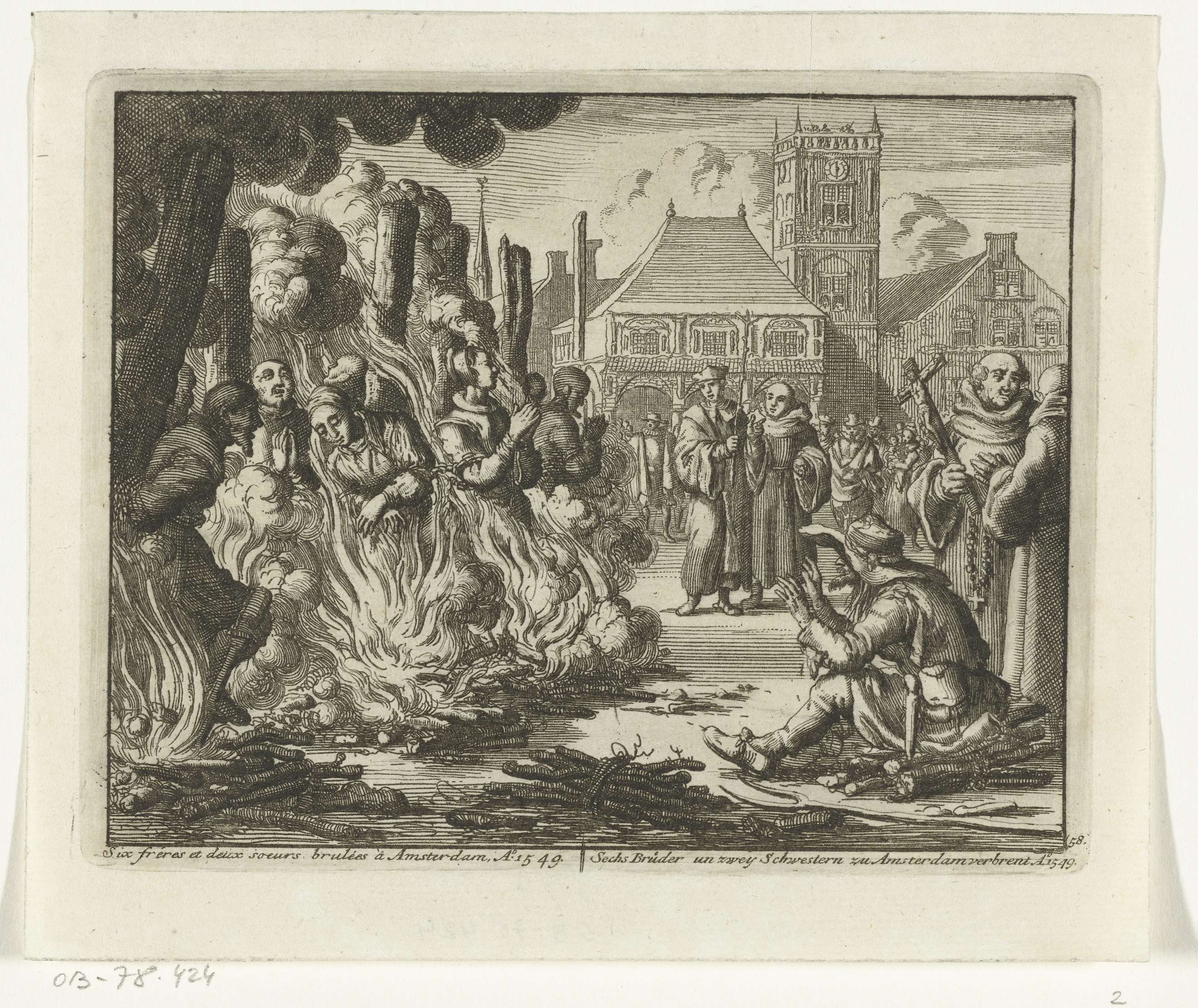
In 1549 werden in Amsterdam voor het stadhuis acht anabaptisten tegelijk verbrand. Prent van Jan Luyken (1649-1712)

Keizer Karel V  achtte het toenmalig bestaande instrumentarium om ketterij te bestrijden, de bisschoppelijke en pauselijke inquisiteurs, onvoldoende. De grote omvang van de toenmalige bisdommen en het feit dat van een aantal de zetel buiten de Nederlanden lag, maakte controle op hun handelen ten aanzien van het bestrijden van ketterij moeilijk. Karel V  liet die bestaande structuren ongemoeid maar vulde die aan met twee andere elementen.
De eerste was de instelling van een ambt van inquisiteur-generaal. Vanaf 1523 ging een systeem in de Nederlanden functioneren waarbij het centrale gezag inquisiteurs-generaal voordraagt voor benoeming door de paus. Feitelijk was de keus van het centraal gezag doorslaggevend voor de selectie van de inquisiteurs-generaal. Meestal werden er na 1523 ook meerdere tegelijk voorgedragen en benoemd die ieder een werkgebied in de Nederlanden verkregen. 
Het tweede element was het creëren van een wetgevend kader door middel van plakkaten. Hierin werden de maatregelen te bestrijding van de ketterij, verboden op bezit, drukken en verspreiding van reformatorische literatuur, verboden op bepaalde bijeenkomsten, etc. vastgelegd. Van 1520 tot 1550 zou Karel V tientallen ketterijplakkaten uitvaardigen. Wereldlijke rechtbanken op zowel stedelijk als provinciaal niveau verkregen de bevoegdheid tot vervolgen van ketterij op basis van die plakkaten. Feitelijk werden zij daartoe verplicht. Het zogenaamde bloedplakkaat uit 1550 is het sluitstuk in de wetgeving tegen ketterij.
In de periode 1520 tot 1570 zullen feitelijk ongeveer 2000 mensen wegens hun geloofsovertuiging geëxecuteerd zijn, waarvan de meerderheid anabaptisten waren.  Dat was op een toenmalig inwonersaantal in de Nederlanden van ongeveer drie miljoen mensen. Dat aantal slachtoffers van 2000 is relatief het hoogste in Europa. Ter vergelijking: de meest actieve periode van de Spaanse inquisitie was van 1480 tot 1530. De raming van het aantal slachtoffers in die periode is ook ongeveer 2000, maar dat is op een bevolkingsaantal van zeven miljoen. Nergens was de wetgeving tegen ketters zo streng als in de Nederlanden. Het was het meest repressieve ketterijbeleid in Europa. Traditioneel wordt de Pacificatie van Gent van 8 november 1576 beschouwd als het einde van de inquisitie in de Nederlanden. De laatste executie op last van de inquisitie in de noordelijke Nederlanden vond plaats in 1574 te Leeuwarden.

## Heilig Officie en Congregatie voor de Geloofsleer
Paus Pius X wijzigde de naam van de Congregatio Romanae et Universalis Inquisitionis in 1908 in Sanctum Officium (het Heilig Officie). Paus Paulus VI veranderde deze naam in 1965 in Congregatie voor de Geloofsleer. Dit laatste gebeurde onder invloed van het Tweede Vaticaans Concilie. Daar maakte een grote groep concilievaders, onder aanvoering van de Keulse aartsbisschop Joseph Frings bezwaar tegen de werkwijze van het Heilig Officie, dat zich aan willekeur en aan het beschuldigen van mensen zonder recht op wederhoor, te buiten zou gaan. Paus Paulus VI vaardigde op 7 december 1965, de voorlaatste dag van het Concilie, een motu proprio (Integrae Servandae) uit, waarmee het Heilig Officie veranderde in de Congregatie voor de Geloofsleer. Volgens de paus was geloofsverdediging (...) in deze tijd het best gediend met het bevorderen van goede theologie. Daarom moest de nieuwe congregatie het positieve accentueren, in plaats van het negatieve, aanmoedigen in plaats van veroordelen en nieuwe bronnen aanboren. De Congregatie kreeg ook nadrukkelijk de taak om bijeenkomsten te organiseren over omstreden kwesties.
Tijdens de homilie op 12 maart 2000 verwees paus Johannes Paulus II onrechtstreeks naar gebeurtenissen tijdens de inquisitie en vroeg hij naar aanleiding van het Jubeljaar 2000 vergeving voor het gebruik van geweld dat sommigen in dienst van de waarheid hebben gebruikt.

## Literatuur

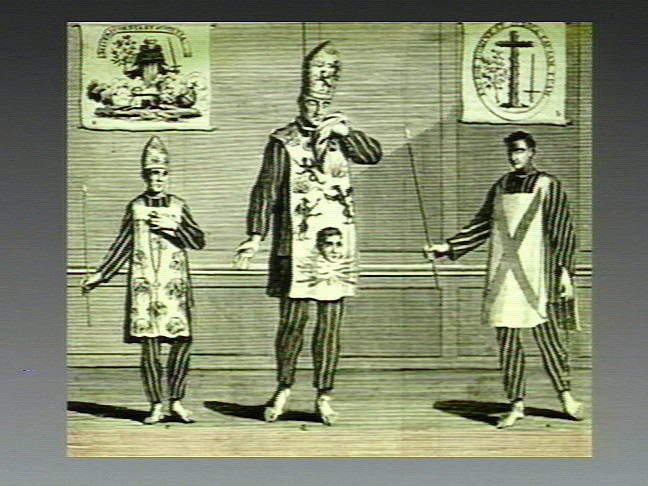
Standaarden en kleding, bedoeld om te vernederen, van de Spaanse en Portugese Inquisitie, 1748